# Soiuz TMA-14M

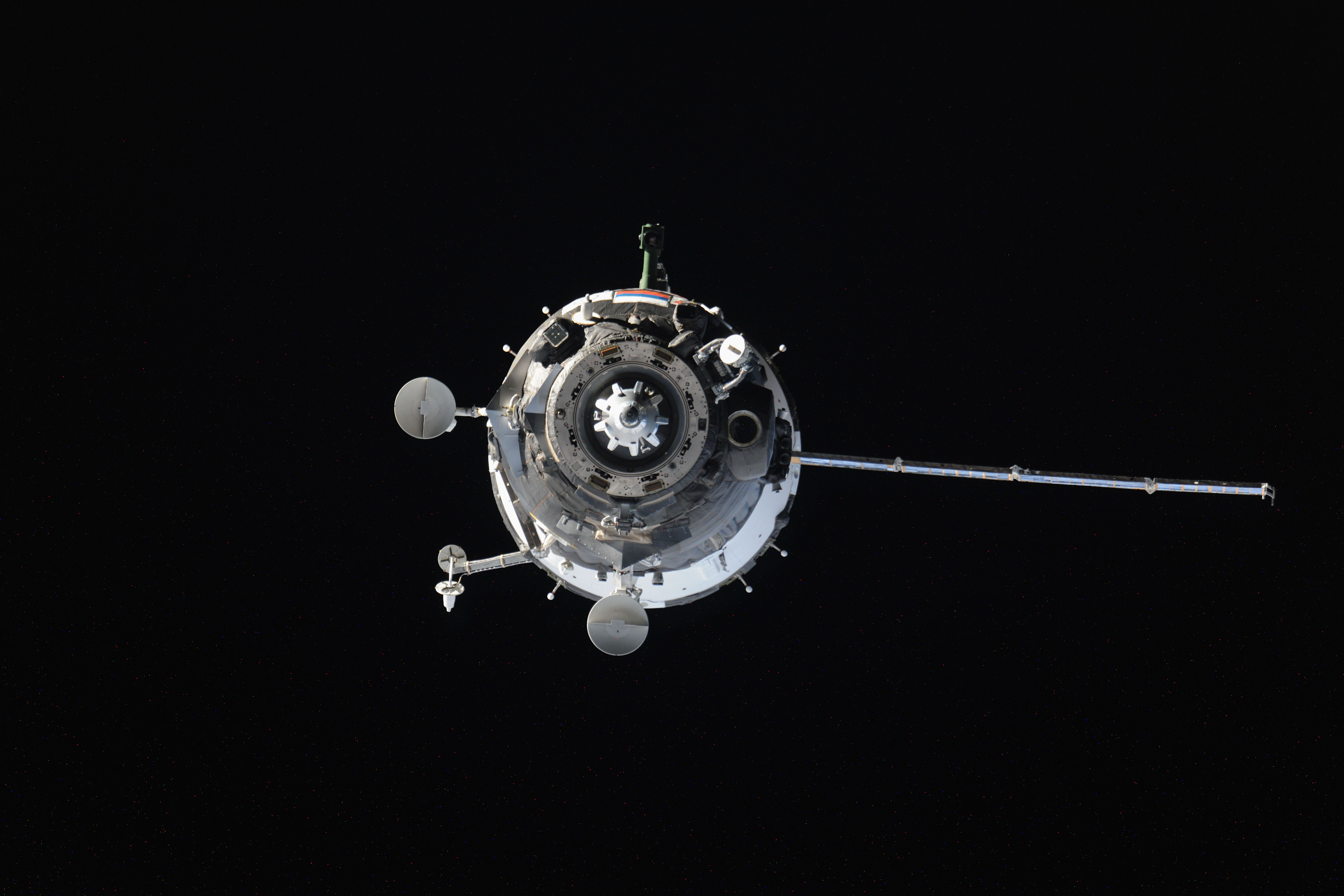
Soyuz TMA-14M

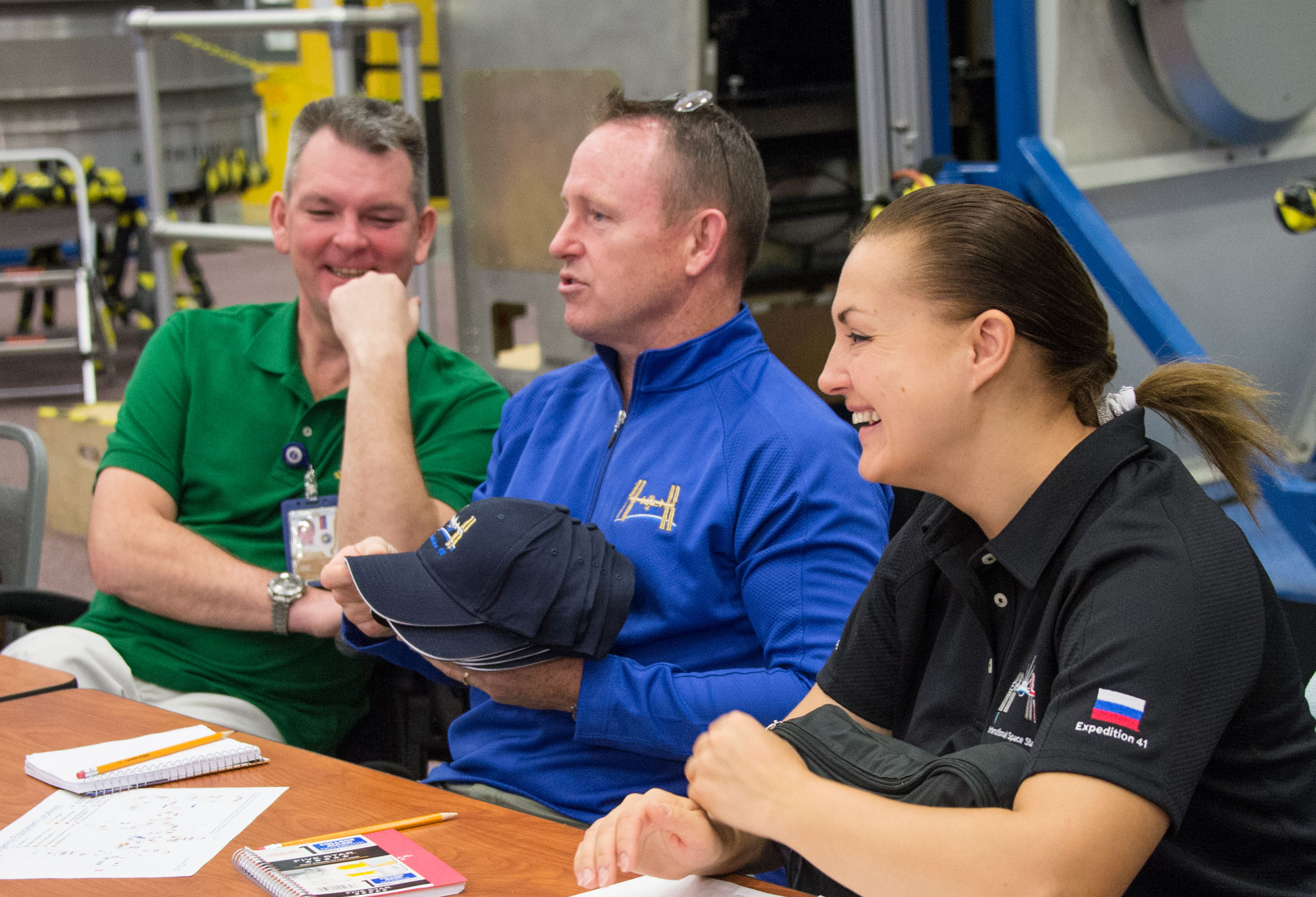
Samokuteaev, Wilmore și Serova

Soyuz TMA-14M a fost o misiune spațială din 2014 către Stația Spațială Internațională, în cadrul căreia către ISS au fost transportați trei astronauți, membri ai Expedition 41. TMA-14M este cea de-a 123-a misiune spațială a navelor Soyuz, primul zbor având loc în 1967.

## Echipaj
| Poziție           | Membru                                                                   | Membru                                                                   |
| ----------------- | ------------------------------------------------------------------------ | ------------------------------------------------------------------------ |
| Comandant         | Aleksandr Samokuteaev, RSA Expedition 41 Cel de-al doilea zbor în spațiu | Aleksandr Samokuteaev, RSA Expedition 41 Cel de-al doilea zbor în spațiu |
| Inginer de zbor 1 | Elena Serova, RSA Expedition 41 Primul zbor în spațiu                    | Elena Serova, RSA Expedition 41 Primul zbor în spațiu                    |
| Inginer de zbor 2 | Barry E. Wilmore, NASA Expedition 41 Cel de-al doilea zbor în spațiu     | Barry E. Wilmore, NASA Expedition 41 Cel de-al doilea zbor în spațiu     |

### Echipaj de rezervă
| Poziție           | Membru                | Membru                |
| ----------------- | --------------------- | --------------------- |
| Comandant         | Ghennadi Padalka, RSA | Ghennadi Padalka, RSA |
| Inginer de zbor 1 | Mihail Kornienko, RSA | Mihail Kornienko, RSA |
| Inginer de zbor 2 | Scott Kelly, NASA     | Scott Kelly, NASA     |